# Wissem Ben Yahia
Wissem Ben Yahia (9 de setembro de 1984) é um futebolista profissional tunisiano que atua como meia.

## Carreira
Wissem Ben Yahia representou a Seleção Tunisiana de Futebol nas Olimpíadas de 2004.